# Station Hope (Flintshire)
Hope (Flintshire) is een spoorwegstation van National Rail in Flintshire in Wales. Het station is eigendom van Network Rail en wordt beheerd door Transport for Wales. 